# Heirat nicht ausgeschlossen
Heirat nicht ausgeschlossen (Originaltitel: The Matchmaker) ist eine US-amerikanisch-britisch-irische Filmkomödie aus dem Jahr 1997. Regie führte Mark Joffe, das Drehbuch schrieben Karen Janszen, Louis Nowra und Graham Linehan.

## Handlung
Marcy Tizard arbeitet für den US-Senator John McGlory und organisiert seinen Wahlkampf in Massachusetts. Da der Senator auf die Stimmen irischstämmiger Wähler angewiesen ist, reist sie nach Irland, um seine dort lebende Verwandte und Beweise seiner Abstammung zu suchen. Dort lernt sie in der Kleinstadt Ballinagra die konkurrierenden Heiratsvermittler Millie O’Dowd und Dermot O’Brien kennen. In Ballinagra stehen die regelmäßig stattfindenden Rituale der Brautsuche bevor. Einer der Dorfbewohner, Sean Kelly, wirbt um Tizard.

## Kritiken
Das Lexikon des internationalen Films schrieb, der Film sei eine „leichtgewichtige romantische Komödie, die ganz auf ihre Hauptdarstellerin abgestellt“ sei. Ihm fehle es „deutlich an Witz und Originalität, um jenseits eines Werbefilms für Irland zu überzeugen“.
Die Zeitschrift TV Spielfilm findet, die „Liebeskomödie mit reichlich Irland-Flair“ sei „beste PR für jede Ehevermittlung“.

## Hintergründe
Der Film wurde in Boston und in County Galway (Irland) gedreht. Er spielte in den Kinos der USA ca. 3,4 Millionen US-Dollar ein.